# Ренегат (група)
Вижте пояснителната страница за други значения на Ренегат.
Ренегат е българска рок група от Пловдив, създадена през 1999 г.

## История
Групата е основана от Стойо Попов и Константин Кацаров. Към тях се присъединява и Тони Караатанасов. Първият им голям хит е песента „Сам“. По-късно към бандата се присъединяват Веселин Тачев и Иван Гайдаров. В този състав записват и албума „Сам“ през 2001, а на следващата година е и първото им участие. То е пред НДК. През 2003 групата издава втория си албум - „Леден свят“. Заснети са клипове към едноименната песен и „Всичко свърши“. Ренегат обновяват състава си, след като от разпадналата се група Параграф 22 се присъединяват Петър Маринов - Валжан, Васил Аврейски и Димитър Клюнков. Заедно с Пловдивския драматичен театър групата създава рок-спектакъла „Каре“, издаден в ограничен тираж. В края на 2003 изнасят самостоятелен концерт в Сърбия. През май 2004 Ренегат организират благотворителен концерт в Античния театър в Пловдив. В края на годината са на една сцена с Ахат, Сигнал, БГ Рок и Атлантик в зала Христо Ботев.
Също така започват записите и по новия аблум „Рокофобия“. Гост-музиканти са Звездомир Керемидчиев, Весела Бонева, Петър Бошнаков и Тони Караатанасов. Записите за завършени през декември 2004 и албумът е представен в пловдивския клуб „Мармалад“. Песента на групата „Руска рулетка“ става саундтрак към едноименното предаване по БНТ 1. На следващата година Ренегат участват на фестивала в Зайчар, Сърбия, а също така и на фестивал с Летния театър в Пловдив, заедно със Сигнал и Щурците. През 2006 записват албума Инсомния. През май 2007 групата участва на фестивала „Цвете за Гошо“, а в края на годината е издаден албумът Инсомния. Групата тръгва на национално турне, а гости са Звездомир Керемидчиев, Силвия Кацарова и Ани Лозанова.
В средата на 2008 групата записва кавър-албума „Не умирай“, съдържащ български рок хитове в нов аранжимент. В него са включени песни на Импулс, Щурците, Сигнал, Фактор и др. През 2009 Ренегат изнасят концерти из цялата страна, промотирайки албума. През 2011 започват записите по новия албум на бандата, като са поканени и много гост-музиканти. Албумът излиза през март 2012 и е озаглавен „Ренегат 2012“. След записите му китаристът Стойо Попов напуска и е заменен от Дилян Обретенов. Така от оригиналния състав остава само вокалът Константин Кацаров.

## Албуми
- Сам – 2001
- Леден свят – 2003
- Ренегат live – 2003
- Рокофобия – 2004
- Инсомния – 2007
- Не умирай – 2008
- Ренегат 2012 – 2012
- ТИМ – 2014